# 로버트 O. 윌슨

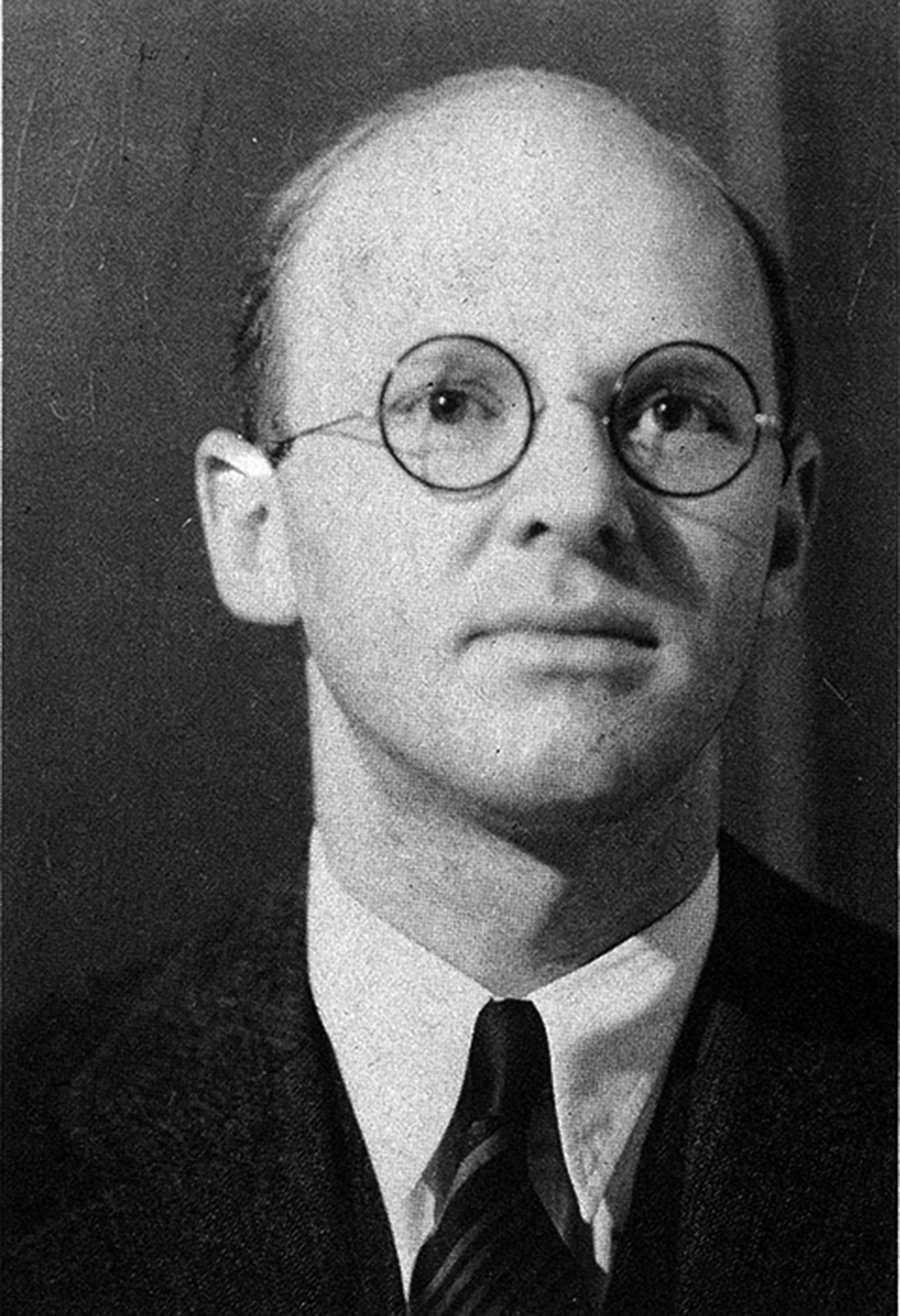
로버트 O. 윌슨

로버트 O. 윌슨(1904년 10월 5일 – 1967년 11월 16일)은 중국 난징에서 개신교 선교사 윌버 F. 윌슨과 메리 로울리 윌슨 사이에서 태어난 미국의 의사이다. 윌슨은 프린스턴 대학교에 재학했으며, 이후 하버드 의학전문대학원에서 1929년 졸업과 함께 의학 훈련을 받았다. 그는 1936년 난징으로 돌아와 난징 대학교 드럼타워 병원에서 전공의 직위를 맡았다. 일본의 난징 점령을 앞둔 몇 달간의 혼돈과 유혈 사태 속에서 윌슨은 자신의 자리에서 지칠 줄 모르고 일했으며, 결국 1937년까지 도시를 떠나지 않은 소수의 의사 중 한 명이 되었다.

## 난징 대학살

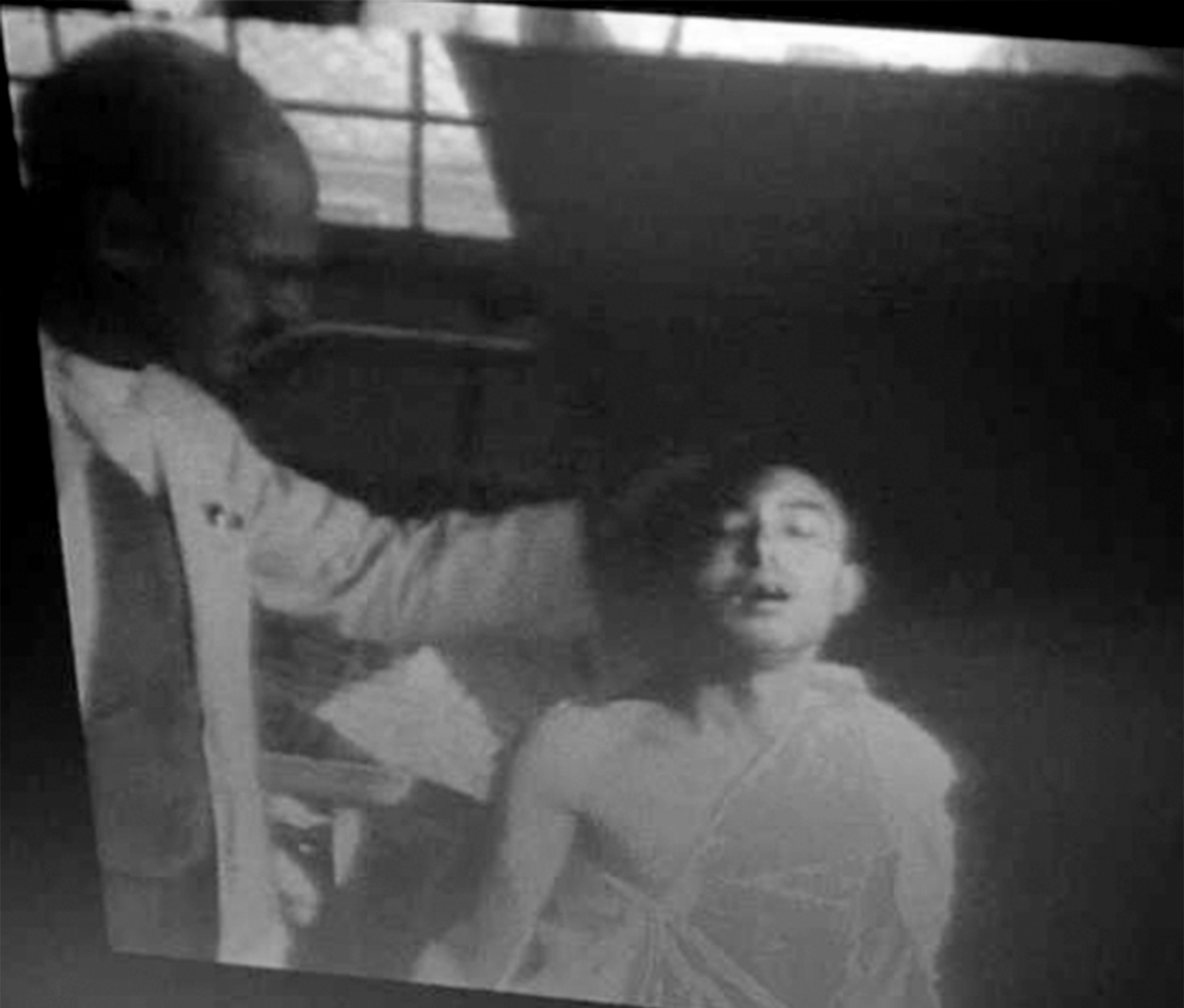
1937년 부상당한 중국인을 돌보는 윌슨 박사

난징 대학살 당시 윌슨은 진행 중인 잔학 행위의 희생자들을 치료하는 주요 외과 의사였으며(비록 여러 간호사들이 여전히 이용 가능했지만), 욘 라베와 미니 보트린과 함께 200,000명 이상의 사람들을 수용할 수 있는 난징 안전지대 설립에 중요한 역할을 했다. 그 기간 동안 윌슨과 그의 동료들의 헌신적인 노력은 일본군의 손에 죽었을 수많은 민간인과 포로들의 목숨을 구했다. 그는 물과 전기 부족에도 불구하고 희생자들을 위해 지칠 줄 모르고 일했다.

## 극동 국제 군사 재판 증언
일본의 항복 후 윌슨은 자신이 대학살 동안 목격했던 잔학 행위에 대해 극동 국제 군사 재판에서 증언했다. 윌슨이 난징 병원에서 근무하는 동안 작성한 일기 항목들의 모음은 나중에 공개되었고, 그 잔학 행위 당시 난징의 가혹한 현실을 냉정하게 보여준다:
민간인 학살은 끔찍하다. 나는 믿을 수 없을 정도의 강간과 잔인한 사건들에 대해 몇 페이지에 걸쳐 이야기할 수 있다. 총검으로 찔린 두 시신은 일본군이 경고나 이유 없이 들어와 7명의 길거리 청소부 중 5명을 죽이고 병원으로 간 두 명을 부상시켰을 때 그들의 본부에 앉아 있던 그들 중 유일한 생존자들이다.
지난 이틀 동안 일어난 몇 가지 사건을 이야기해 주겠다. 지난밤 대학 중국인 직원 중 한 명의 집에 침입하여 그의 친척인 두 여성이 강간당했다. 약 16세의 두 소녀가 피난민 수용소 중 한 곳에서 강간당해 죽었다. 8,000명이 있는 대학 중학교에서는 어젯밤 일본군이 10번이나 담을 넘어 들어와 음식, 옷을 훔치고 만족할 때까지 강간했다. 그들은 8살짜리 어린 소년을 총검으로 찔렀는데, 복부를 관통한 상처를 포함하여 5개의 총검 상처가 있었고, 복강 바깥으로 그물막의 일부가 나와 있었다. 나는 그가 살 것이라고 생각한다.

## 같이 보기
윌슨은 2007년 다큐멘터리 영화 남경에서 우디 해럴슨이, 2009년 영화 존 라베에서 스티브 부세미가 연기했다.

## 추가 문헌
- Zhang, Kaiyuan. Eyewitness to Massacre: American Missionaries Bear Witness to Japanese Atrocities in Nanjing. M.E. Sharpe, 2001. ISBN 0-7656-0685-2

틀:Nanking Safety Zone